# Niels Jacobsen (erhvervsmand)
 Der er flere personer med dette navn, se Niels Jacobsen.
Niels Jacobsen (født 31. august 1957 i Fredericia) er en dansk erhvervsmand og godsejer. Han var direktør for høreapparatvirksomheden William Demant Holding indtil marts 2017, og er stadigvæk bestyrelsesformand for legetøjsproducenten LEGO, og næstformand i A.P. Møller - Mærsk. 
Jacobsen er uddannet cand.oecon. fra Aarhus Universitet 1983 og blev i 1984 ansat som direktionsassistent  i Thrige-Titan A/S. I 1987 kom han som direktionsassistent til Atlas Danmark A/S, blev 1988 administrerende direktør i aktieselskabet Orion og blev 1992 koncerndirektør i William Demant Holding A/S, hvor han siden 1998 har været koncernchef.
I sin tid som bestyrelsesformand har Niels Jacobsen været med til at løfte LEGOs omsætning fra 9,5 milliarder kroner i 2008 til 23,4 milliarder kroner i 2012. I samme periode er det primære resultat i LEGO steget fra 2,1 milliarder kroner til knap 8 milliarder kroner. Han er også næstformand hos KIRKBI A/S samt formand for bestyrelsen hos islandske Össur hf. Derudover har han 55 bestyrelsesposter i forskellige virksomheder. I 2013 blev han kåret som Årets Bestyrelsesformand af PricewaterhouseCoopers. Han er medlem af VL-gruppe 2.
Han er gift med højesteretsdommer Vibeke Rønne og har to store børn fra et tidligere ægteskab. Hobbyen er jagt. Han har arvet (1990) godset Williamsborg ved Vejle Fjord efter sin far Jens Jacobsen. Siden 16. april 2010 har han været Ridder af Dannebrog.